# Gebäudekomplex Rost- und Silberlaube

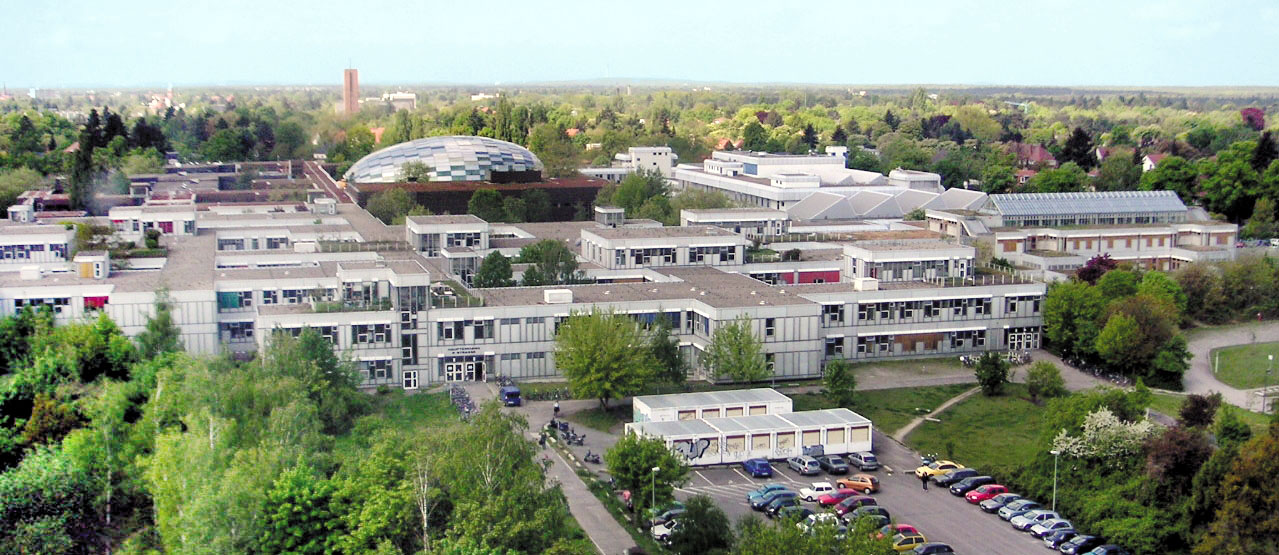
Gebäudekomplex Rost- und Silberlaube aus Richtung Fabeckstraße

Der Gebäudekomplex Rost- und Silberlaube ist ein Hochschulbau und gehört zum Campus Dahlem der Freien Universität Berlin (FU). Die Adressen sind Habelschwerdter Allee 45 (Rostlaube) und Fabeckstraße 23–25 (Silberlaube, Holzlaube, Campusbibliothek) sowie Otto-von-Simson-Straße 26 (Mensa).

## Name und Umfang
Der ursprüngliche Name zu Zeiten des Architektenwettbewerbs lautete Institutskomplex Obstbaugelände. Lange Zeit hieß der Gebäudekomplex Geisteswissenschaftliche Institute  – die Bezeichnungen Rostlaube und Silberlaube waren rein informell. In jüngster Zeit hat sich die Freie Universität dazu entschieden, die ehemaligen Spitznamen als offizielle Bezeichnungen zu verwenden. Zum Gebäudekomplex Rost- und Silberlaube gehören auch Holzlaube, Mensa II, die Philologische Bibliothek und die ehemalige Bereichsbibliothek Erziehungswissenschaften – heute genannt Campusbibliothek.

## Planung und Wettbewerb
Die Anzahl der Studierenden an der FU stieg im Laufe der 1950er Jahre stetig an. In den 1960er Jahren entwickelte sich die FU zu einer Massenuniversität. Eine große Erweiterung der Universität war die Bebauung des sogenannten Obstbaugeländes in Dahlem. Dieses Gelände wurde bereits von der Technischen Universität Berlin (TU) für den Anbau von Obst genutzt. 1963 wurde ein Architektenwettbewerb für den Erweiterungsbau ausgeschrieben. Siegreich war der Entwurf des Architekturbüros Candilis-Josic-Woods. Hauptverantwortlich für den Entwurf waren Shadrach Woods und der Angestellte Manfred Schiedhelm. Weitere Architekten des Entwurfsteams neben Schiedhelm waren Jonathan Greig, Giorgio Cicercia und Armando Barp. Das Büro Candilis-Josic-Woods hatte bei vorangegangenen Wettbewerben bereits mit der Idee einer Teppichbebauung gearbeitet, beim Entwurf für das Technische Rathaus Frankfurt sowie für die Ruhr-Universität Bochum. Bei diesen beiden Wettbewerben wurde ihre Teppichbebauung jeweils nicht für den Bau ausgewählt. Bei dem Wettbewerb für den Institutskomplex Obstbaugelände waren sie allerdings erfolgreich mit dem Entwurf einer flachen Bebauung, die das gesamte Obstbaugelände bedeckt.

## Entwurf und Ausführung
Das auffälligste Merkmal des Entwurfs ist die polyzentrische Erschließung, die wie ein Straßenraster das Gebäude durchzieht. Eine Vielzahl von Innenhöfen ist in den Bebauungsteppich hineingeschnitten. In Längsrichtung des Gebäudes – von der Habelschwerdter Allee zur Fabeckstraße – verlaufen drei parallele Flure, die J-Straße, K-Straße und L-Straße heißen. Quer zu den Haupt-„Straßen“ verlaufen mehrere schmale Gänge, ebenfalls jeweils parallel zueinander, die durchnummeriert sind. (Beispiel KL23/22: Dieser Raum befindet sich zwischen der K- und der L-Straße im 23. Gang.)

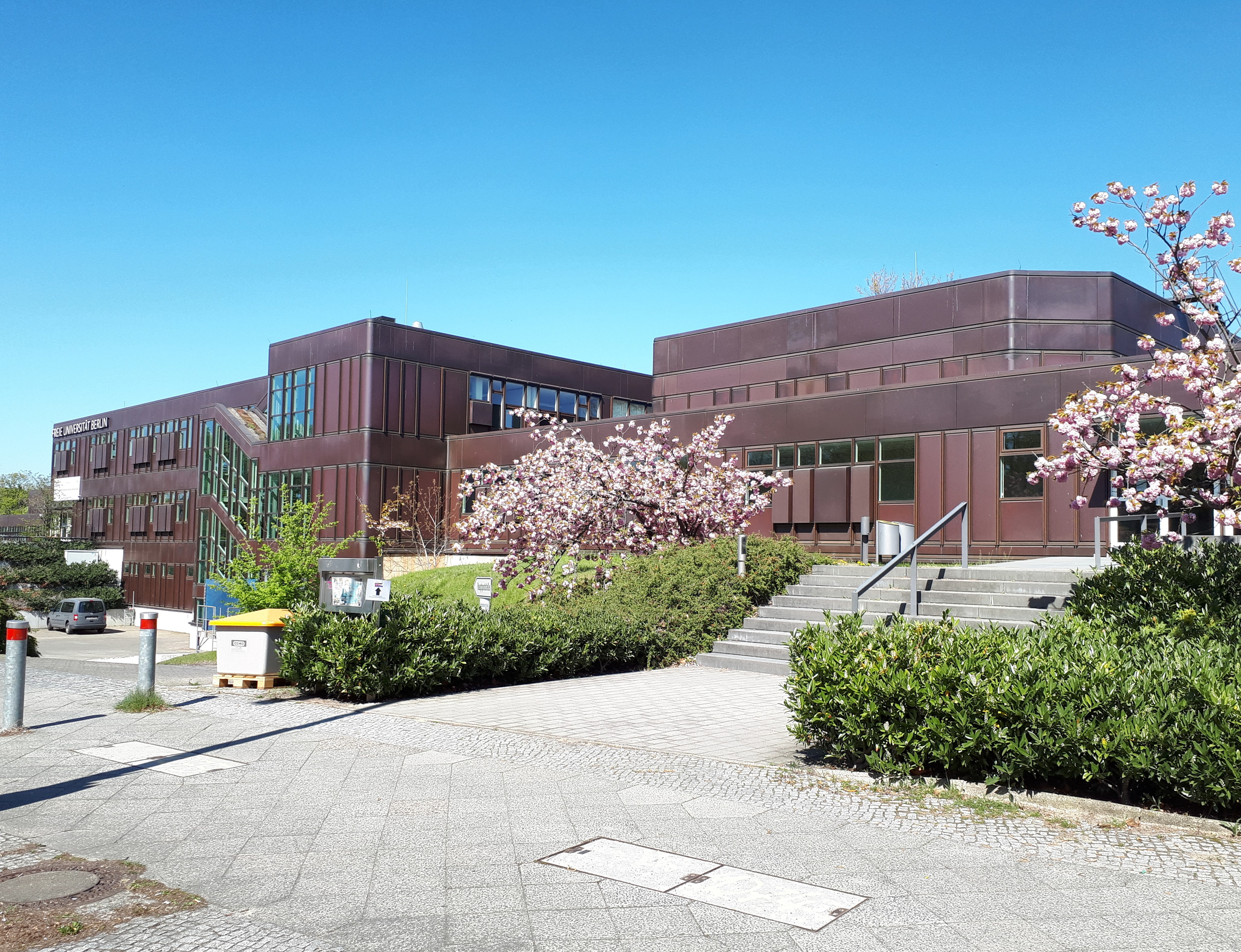
Rostlaube, Eingang Habelschwerdter Allee

Der Aufbau des Gebäudes ist modular und remontabel – nicht geschweißt, sondern verschraubt. Die Idee der Architekten war, dass sich das Gebäude schnell und einfach verändern lassen soll. Dass die Buchstaben für die Bezeichnungen der „Straßen“ J, K und L etwa aus der Mitte des Alphabets stammen, lässt theoretisch eine Erweiterung des Gebäudekomplexes in beide Richtungen entlang der Habelschwerdter Allee zu, ohne das Orientierungssystem neu zu organisieren.

### Rostlaube
Für die Fassaden arbeiteten Candilis-Josic-Woods-Schiedhelm mit dem Architekten und Designer Jean Prouvé zusammen. Die Proportionierung der Fassade folgte den Regeln des Maßsystems Modulor. Dieses Proportionsschema stammte von Le Corbusier, dem ehemaligen Chef der Architekten Candilis und Woods. Als Fassadenmaterial wählte man den damals noch neuen Werkstoff Cortenstahl aus. Eine spezielle Stahllegierung sollte verhindern, dass sich der Rost an der Oberfläche ins Material hineinfrisst. Da man mit dem Baumaterial Cortenstahl zu diesem Zeitpunkt noch wenig Erfahrung hatte, hatte die Legierung nicht die optimale Zusammensetzung, um das Durchrosten zu verhindern.
Der Wettbewerbsentwurf von Candilis-Josic-Woods sah ein noch größeres Gebäude vor, als letztendlich ausgeführt wurde. In der Zeit von 1967 bis 1973 wurde nur ein erster Bauabschnitt realisiert, der rund einem Drittel des ursprünglichen Entwurfs entspricht. Der mit Cortenstahl verkleidete erste Bauabschnitt heißt heute Rostlaube. Im Laufe der Planung an der Rostlaube löste sich das Büro Candilis-Josic-Woods auf und Shadrach Woods erhielt in den USA eine Professur. Die Berliner Zweigstelle des Architekturbüros wurde von Manfred Schiedhelm geleitet, der ab 1966 gleichberechtigter Partner im Büro Candilis-Josic-Woods-Schiedhelm war. Eine Mitarbeiterin bei dem Projekt war Myra Warhaftig. Laut Architekt Florian Nagler sei die Rostlaube „das wichtigste Gebäude des Strukturalismus.“

### Silberlaube

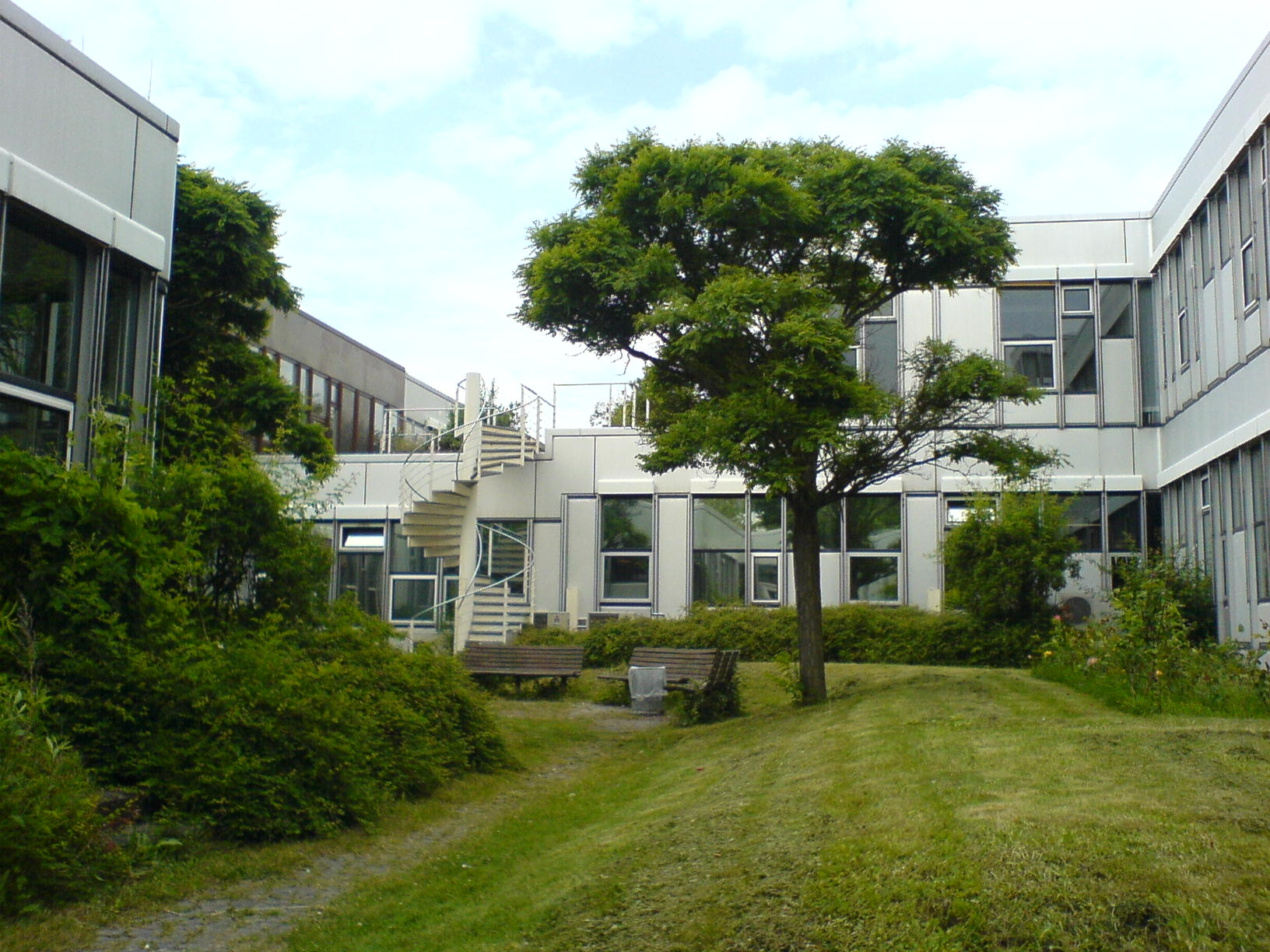
Innenhof der Silberlaube

In der Zeit von 1975 bis 1979 wurde der zweite Bauabschnitt des Institutskomplexes errichtet. Manfred Schiedhelm war der verantwortliche Architekt, Mitarbeiter waren Justus Burtin und Hartmut Happ. Der zweite Bauabschnitt wurde – anders als der erste Bauabschnitt – mit Aluminiumplatten verkleidet. Dieser Teil ist als Silberlaube bekannt. Die Silberlaube schließt in nordöstlicher Richtung als Verlängerung an die Rostlaube an. Sie setzt somit direkt die ursprüngliche Planung fort. Rost- und Silberlaube zusammen entsprechen etwa zwei Drittel des Umfangs des im Wettbewerb eingereichten Gebäudeentwurfs.

### Campusbibliothek
In derselben Bauphase wurde der Komplex auch nach Nordwesten vergrößert. Nordwestlich an die Silberlaube schließt die ehemalige Bereichsbibliothek für Erziehungswissenschaften an. Die aktuelle Bezeichnung lautet Campusbibliothek. Auch sie ist ein Entwurf von Manfred Schiedhelm und wurde zwischen 1980 und 1984 gebaut.

### Mensa II
Nordwestlich der Rostlaube – direkt an der Otto-von-Simson-Straße und dem Rudi-Dutschke-Weg – steht ein weiterer Abschnitt dieser Bauphase, die Mensa II. Die Mensa wurde zwischen 1977 und 1982 nach Plänen von Rainer G. Rümmler gebaut. Für Umbau und Modernisierung des Mensa-Foyers in den Jahren 2006 und 2007 war die Architektin Carola Schäfers verantwortlich.

## Sanierung und Erweiterung

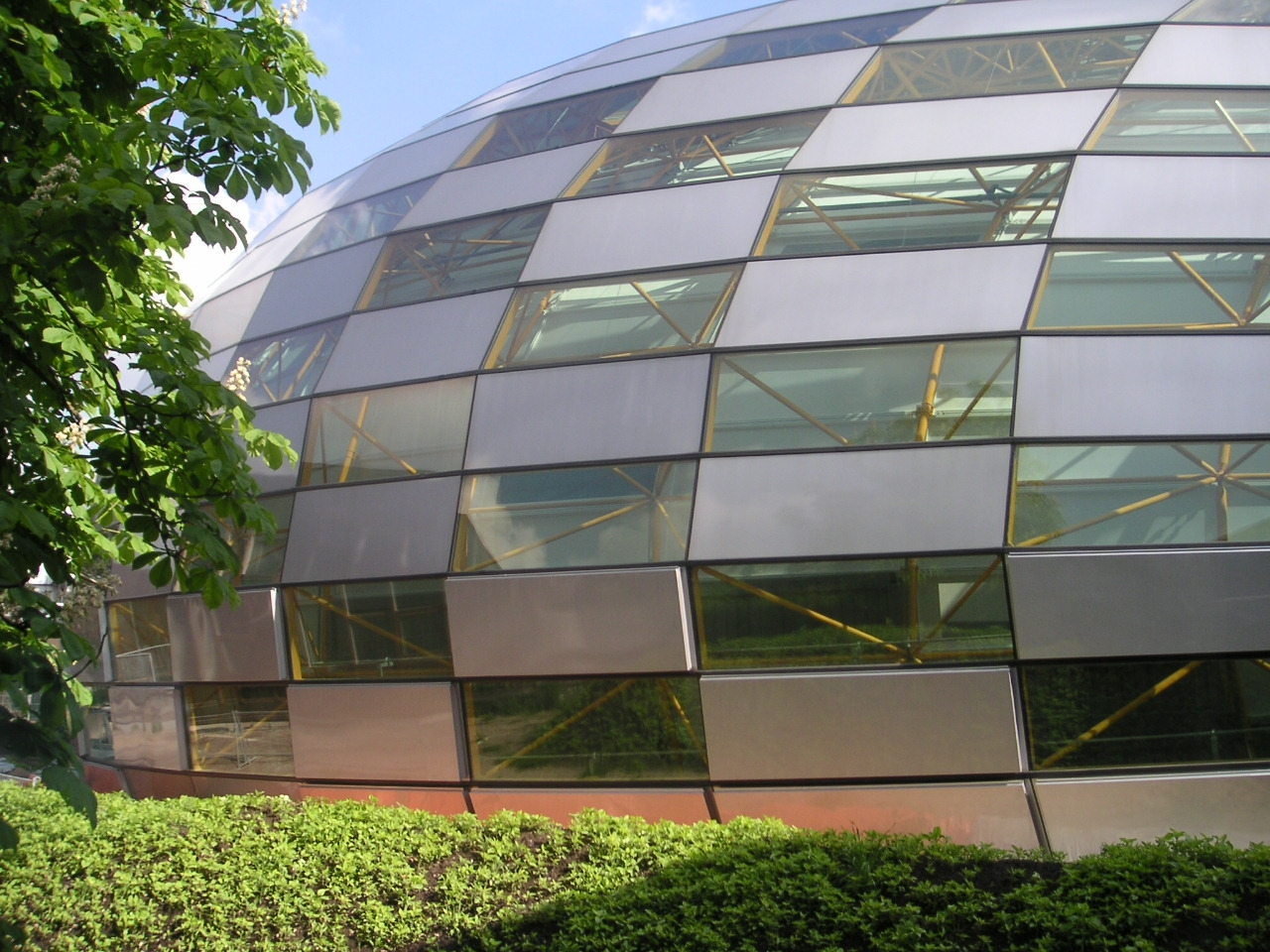
Philologische Bibliothek

Von 1999 bis 2007 fand eine umfangreiche Sanierung der Rostlaube statt, geleitet vom Büro Foster + Partners. Fosters Umbau beinhaltete, dass die Cortenstahl-Platten der Fassade gegen Kupferblech ausgetauscht wurden. Die Rostlaube besitzt seitdem keine verrostete Fassade mehr.

### Philologische Bibliothek
Im Zuge der Sanierung und des Fassadenumbaus entstand die neue Philologische Bibliothek im Inneren der Rostlaube. Die Architekten waren ebenfalls Foster + Partners; der Bauingenieur für die Tragwerksplanung war Gerhard Pichler.

### Holzlaube
Die jüngste Erweiterung ist die sogenannte Holzlaube, die in Verlängerung von Mensa und Erziehungswissenschaften-Bibliothek steht. Die Fassaden sind mit Holz verschalt. Die Holzlaube wurde zwischen 2012 und 2014 nach Plänen des Architekten Florian Nagler gebaut. Für den Bau der Holzlaube wurde ein Parkdeck abgerissen, das an dieser Stelle stand. Das Parkdeck wurde zwischen 1981 und 1985 gebaut und war ein Entwurf von Manfred Schiedhelm.